# Relaciones Chile-San Vicente y las Granadinas
Las relaciones Chile-San Vicente y las Granadinas son las relaciones internacionales entre la República de Chile y San Vicente y las Granadinas. Ambos países americanos pertenecen a la Comunidad de Estados Latinoamericanos y Caribeños y la Organización de los Estados Americanos.

## Historia

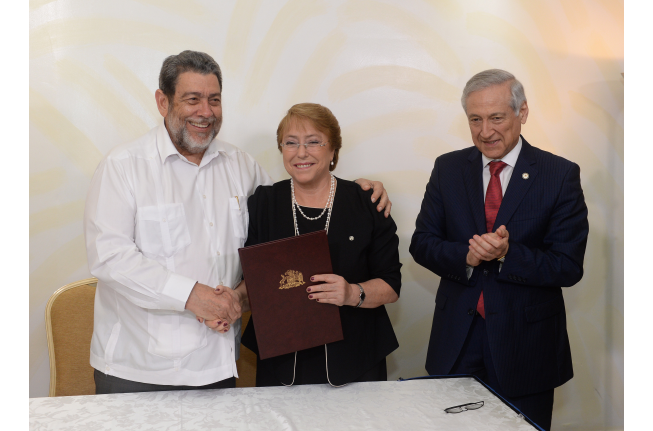
El primer ministro de San Vicente y las Granadinas, Ralph Gonsalves junto a la presidenta de Chile, Michelle Bachelet, y el canciller chileno Heraldo Muñoz.

Las relaciones diplomáticas entre Chile y San Vicente y las Granadinas fueron establecidas el 16 de agosto de 1990. En 2014, ambos países suscribieron un acuerdo de cooperación técnica y científica. Dos años después, en el marco de la XXXVII conferencia de líderes de la Comunidad del Caribe, la presidenta de Chile Michelle Bachelet y el primer ministro de San Vicente y las Granadinas, Ralph Gonsalves firmaron un acuerdo de servicios aéreos, el cual permitirá establecer una política de cielos abiertos para el tránsito y uso de aerovías para vuelos comerciales y de aeronaves estatales de ambos países.

## Relaciones comerciales
En 2022, el intercambio comercial entre ambos países ascendió a los 0,32 millones de dólares estadounidenses, significando un aumento del 4,3% en los últimos cinco años. Los principales productos exportados por Chile fueron polvos para la fabricación de postres, madera contrachapada y vinos, mientras que San Vicente y las Granadinas exportó mayoritariamente al país sudamericano filetes congelados de atunes.

## Misiones diplomáticas
- La embajada de Chile en Trinidad y Tobago concurre con representación diplomática a San Vicente y las Granadinas. Además, cuenta con un consulado honorario en Kingstown.[5]

- La embajada de San Vicente y las Granadinas en Venezuela concurre con representación diplomática a Chile. Además, cuenta con un consulado honorario en Santiago.[6]